# Pangkal Jaya
Pangkal Jaya is een bestuurslaag in het regentschap Bogor van de provincie West-Java, Indonesië. Pangkal Jaya telt 6849 inwoners (volkstelling 2010).